# Curaçao
Lãnh thổ Curaçao (phiên âm: Cưraxao; /ˈkjʊərəsaʊ/; tiếng Hà Lan: Curaçao, Land Curaçao; tiếng Papiamento: Kòrsou, Pais Kòrsou) là một hòn đảo tự trị nằm vào phía nam của biển Caribe, gần bờ biển Venezuela. Đây là một quốc gia cấu thành thuộc chủ quyền của Vương quốc Hà Lan. Thủ đô đồng thời thành phố lớn nhất là Willemstad.
Trước khi giải thể quần đảo Antilles Hà Lan vào ngày 10 tháng 10 năm 2010, Curaçao được quản lý với tên "Lãnh thổ đảo Curaçao"  (tiếng Hà Lan: Eilandgebied Curaçao, Papiamento:Teritorio Insular di Kòrsou), một trong năm lãnh thổ đảo của Antilles thuộc Hà Lan cũ.
Curaçao trước đây là một phần của Thuộc địa Curaçao và Vùng phụ thuộc từ 1815 đến 1954 và sau đó là Antilles thuộc Hà Lan từ 1954 đến 2010, với tên gọi Lãnh thổ Curaçao (tiếng Hà Lan: Eilandgebied Curaçao, Papiamento: Teritorio Insular di Kòrsou), và hiện nay chính thức được gọi là Quốc gia Curaçao. Nó bao gồm đảo chính Curaçao và các đảo nhỏ hơn nằm xung quanh, không có người ở Klein Curaçao ("Little Curaçao"). Curaçao có dân số 158.665 (ước tính tháng 1 năm 2019), với diện tích 444 km2 (171 dặm vuông Anh); thủ đô của nó là Willemstad.

## Từ nguyên
Vào thế kỷ 16 và 17, các thủy thủ trong những chuyến đi dài sẽ bị bệnh scorbut do thiếu vitamin C. Theo một số tài khoản, các thủy thủ người Bồ Đào Nha bị ốm đã bị bỏ lại tại hòn đảo hiện được gọi là Curaçao. Khi tàu của họ trở về, họ đã hồi phục, có khả năng chữa khỏi bệnh scorbut, có lẽ sau khi ăn trái cây có vitamin C. Từ đó, người Bồ Đào Nha gọi đây là Ilha da Curação (Đảo chữa bệnh). Một cách giải thích khác là nó bắt nguồn từ tiếng Bồ Đào Nha có nghĩa là trái tim (coração), coi hòn đảo là một trung tâm thương mại. Chữ o không nhấn trong tiếng Bồ Đào Nha lục địa thường được phát âm là [u], vì vậy từ tiếng Bồ Đào Nha có nghĩa là trái tim, coração, thực sự được phát âm là [Kurɐsãw]. Các thương nhân Tây Ban Nha lấy tên đảo là Curaçao, và người Hà Lan cũng làm theo.
Lời giải thích được chấp nhận nhiều nhất là Curaçao là tên mà người dân bản địa trên đảo tự nhận mình, đây là từ đồng nghĩa của họ. Các ghi chép ban đầu của Tây Ban Nha ủng hộ lý thuyết này, khi họ gọi người bản địa là Indios Curaçaos.
Từ năm 1525, hòn đảo đã xuất hiện trên các bản đồ Tây Ban Nha với các tên Curaçote, Curasaote, Curasaore và thậm chí là Curacaute. Đến thế kỷ 17, nó xuất hiện trên hầu hết các bản đồ bằng tiếng Bồ Đào Nha như Curaçao hoặc Curazao.  Trên bản đồ được tạo bởi Hieronymus Cock vào năm 1562 tại Antwerp, hòn đảo được gọi là Qúracao. 

## Lịch sử

### Các cư dân đầu tiên

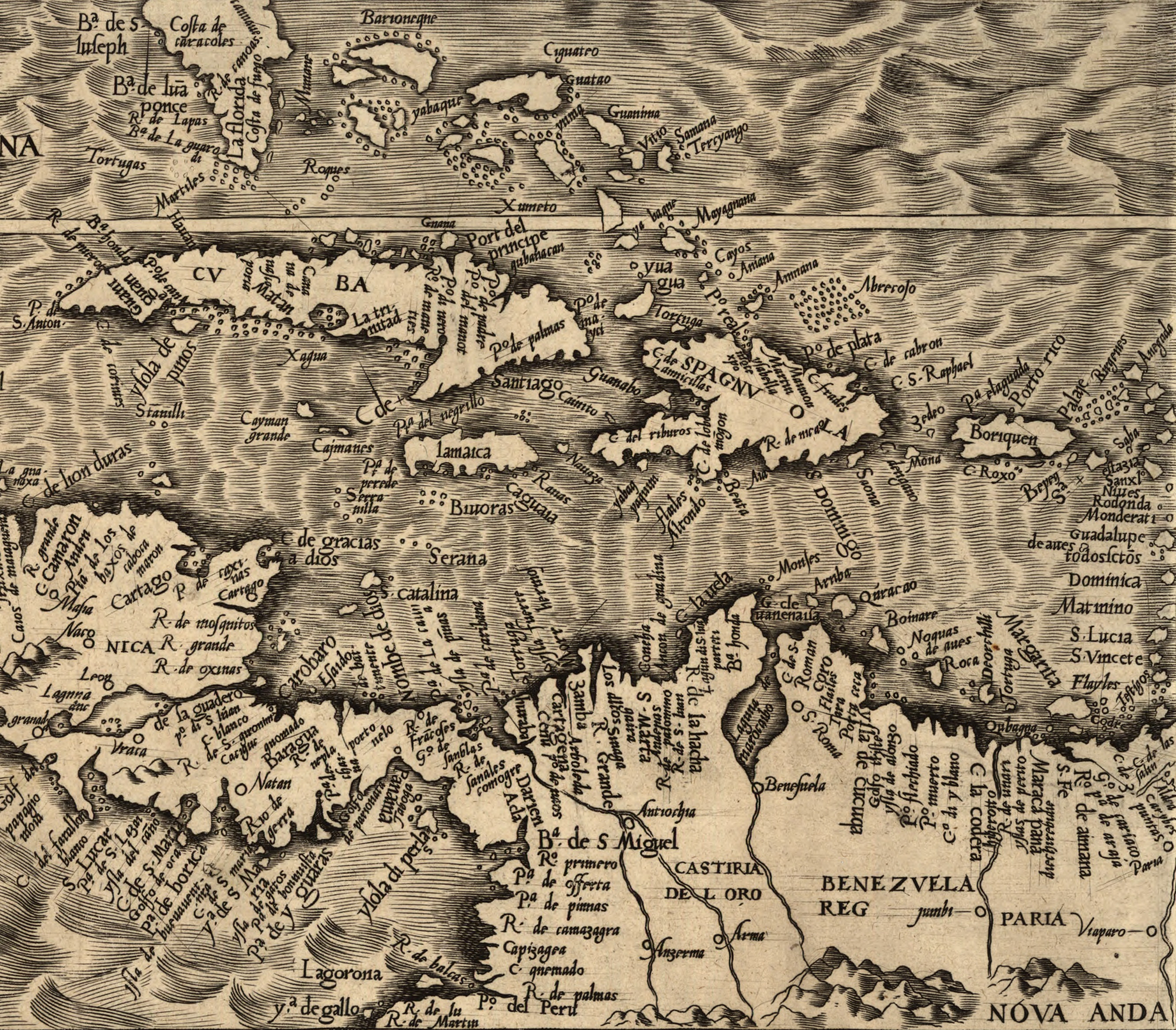
Bản đồ từ năm 1562 với Curaçao được ghi là Qúracao

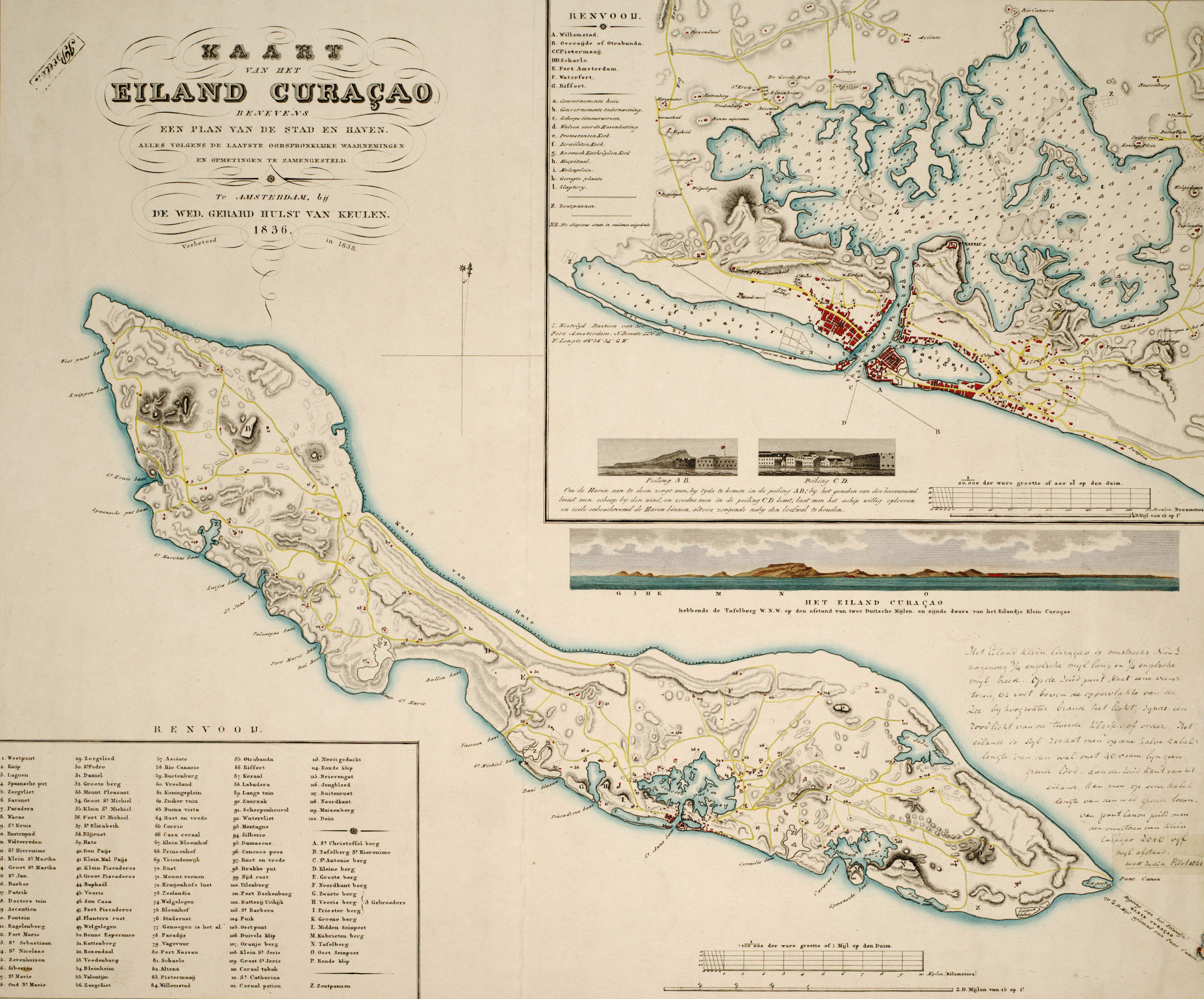
Bản đồ Curaçao năm 1836

Cư dân ban đầu của Curaçao là người Arawak. Tổ tiên của họ đã di cư đến hòn đảo từ lục địa Nam Mỹ, có khả năng hàng trăm năm trước khi người châu Âu đến. Họ được cho là đã di cư từ lưu vực sông Amazon.
Những người châu Âu đầu tiên được ghi nhận khi nhìn thấy hòn đảo này là thành viên của một đoàn thám hiểm Tây Ban Nha dưới sự lãnh đạo của Alonso de Ojeda năm 1499. Người Tây Ban Nha làm nô lệ cho hầu hết người Arawak là lực lượng lao động của họ. Đôi khi, họ buộc phải di dời những người sống sót đến các thuộc địa khác, nơi cần có công nhân. Năm 1634, sau khi Hà Lan giành được độc lập từ Tây Ban Nha do Chiến tranh Tám mươi năm, thực dân Hà Lan bắt đầu chiếm đảo. Các cường quốc châu Âu đang cố gắng thiết lập các căn cứ ở vùng biển Caribbe.
Công ty Tây Ấn Hà Lan đã thành lập thủ đô Willemstad trên bờ của một vịnh nhỏ gọi là Schottegat. Curaçao đã bị người di dân bỏ qua, vì nó không có mỏ vàng. Bến cảng tự nhiên Willemstad đã chứng tỏ là một điểm lý tưởng cho thương mại. Thương mại và vận tải biển và cướp biển trở thành hoạt động kinh tế quan trọng nhất của Curaçao. Ngoài ra, vào năm 1662, Công ty Tây Ấn Hà Lan đã biến Curaçao thành một trung tâm buôn bán nô lệ Đại Tây Dương, thường đưa nô lệ đến đây để bán ở những nơi khác trong vùng biển Caribbe và trên lục địa Nam Mỹ.
Người Do Thái Sephardic có tổ tiên từ Bán đảo Iberia định cư ở đây với người Hà Lan và sau đó là người Hà Lan Brazil; họ đã có một ảnh hưởng đáng kể đến văn hóa và kinh tế của hòn đảo.
Trong Chiến tranh Pháp-Hà Lan, Bá tước Jean II đã lên kế hoạch tấn công Curaçao. Hạm đội của ông - 12 men of war, ba fireship, hai tàu vận tải, một con tàu bệnh viện và 12 privateers - gặp thảm họa, mất bảy men of war và hai tàu khác khi họ tấn công các rạn san hô ngoài khơi quần đảo Las Aves. Họ đã phạm một lỗi điều hướng nghiêm trọng, lao tàu vào các rạn đá vào ngày 11 tháng 5 năm 1678, một tuần sau khi ra khơi từ Saint Kitts. Curaçao đã đánh dấu các sự kiện này bằng một ngày lễ tạ ơn, được tổ chức trong nhiều thập kỷ vào thế kỷ 18, để kỷ niệm sự thoát nạn của hòn đảo khỏi bị Pháp xâm chiếm.
Mặc dù một số đồn điền được thành lập trên đảo bởi người Hà Lan, ngành công nghiệp sinh lãi đầu tiên được thành lập trên Curaçao là khai thác muối. Khoáng sản là một xuất khẩu béo bở vào thời điểm đó và là một yếu tố chính cho hòn đảo là một phần của thương mại quốc tế.

### Sự xuất hiện của Willemstad

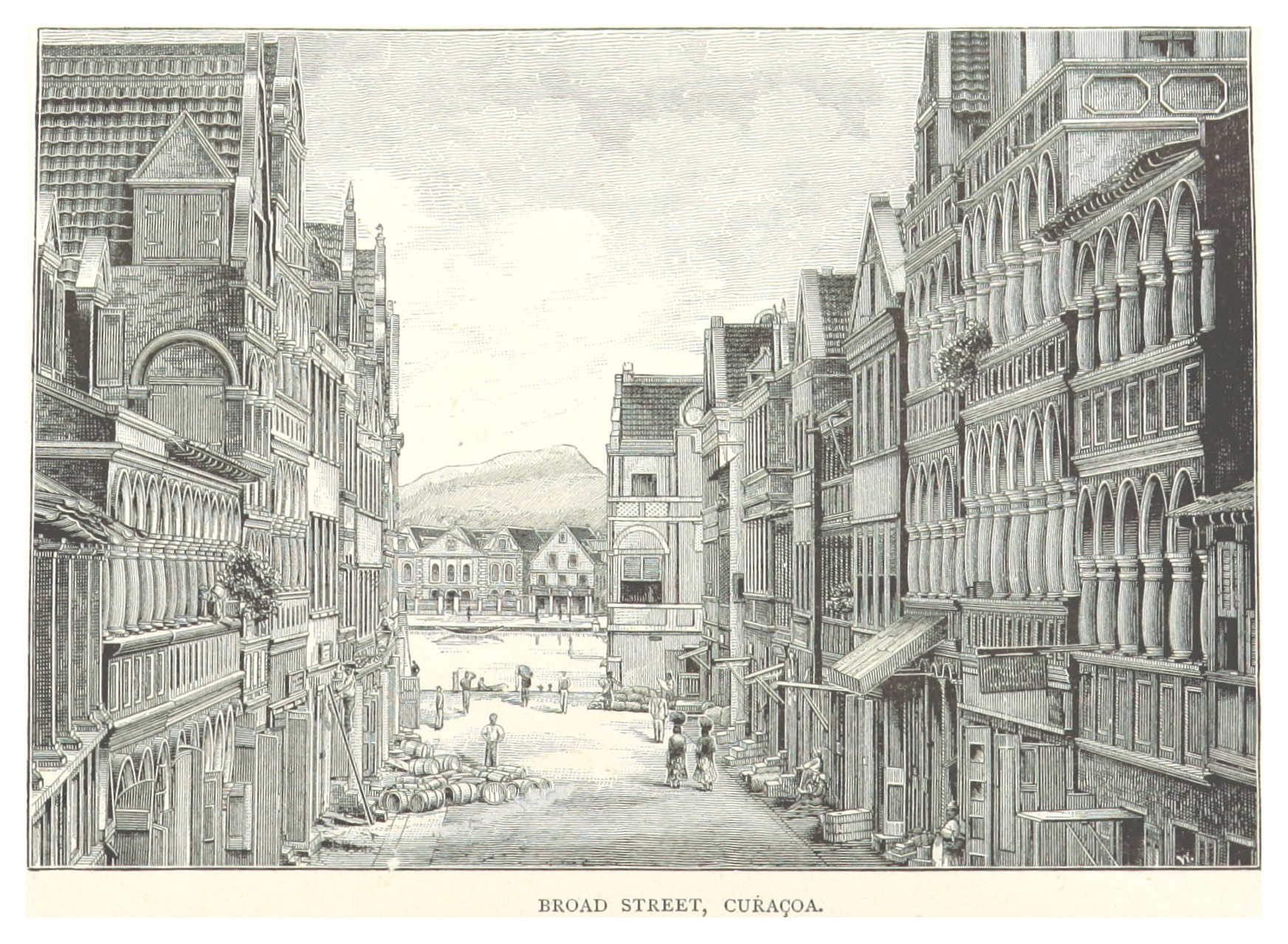
Willemstad, 1885

Nhiều dân di cư Hà Lan trở nên giàu có từ việc buôn bán nô lệ, và thành phố đã xây dựng các tòa nhà thuộc địa ấn tượng. Kiến trúc Curaçao pha trộn phong cách thuộc địa của Hà Lan và Tây Ban Nha. Một loạt các tòa nhà lịch sử trong và xung quanh Willemstad đã dẫn đến việc thủ đô được chỉ định là Di sản Thế giới của UNESCO. Các ngôi nhà đất (khu trồng trọt cũ) và kas di pal'i maishi (nhà ở nô lệ cũ) nằm rải rác khắp đảo. Một số đã được khôi phục và có thể được tham quan.
Năm 1795, một cuộc nổi dậy nô lệ lớn đã diễn ra dưới thời các nhà lãnh đạo Tula Rigaud, Louis Mercier, Bastian Karpata và Pedro Wakao. Có tới 4000 nô lệ ở phía tây bắc của đảo nổi dậy. Hơn 1.000 nô lệ đã tham gia vào các cuộc đấu súng kéo dài. Sau một tháng, các chủ nô đã đàn áp thành công cuộc nổi dậy.

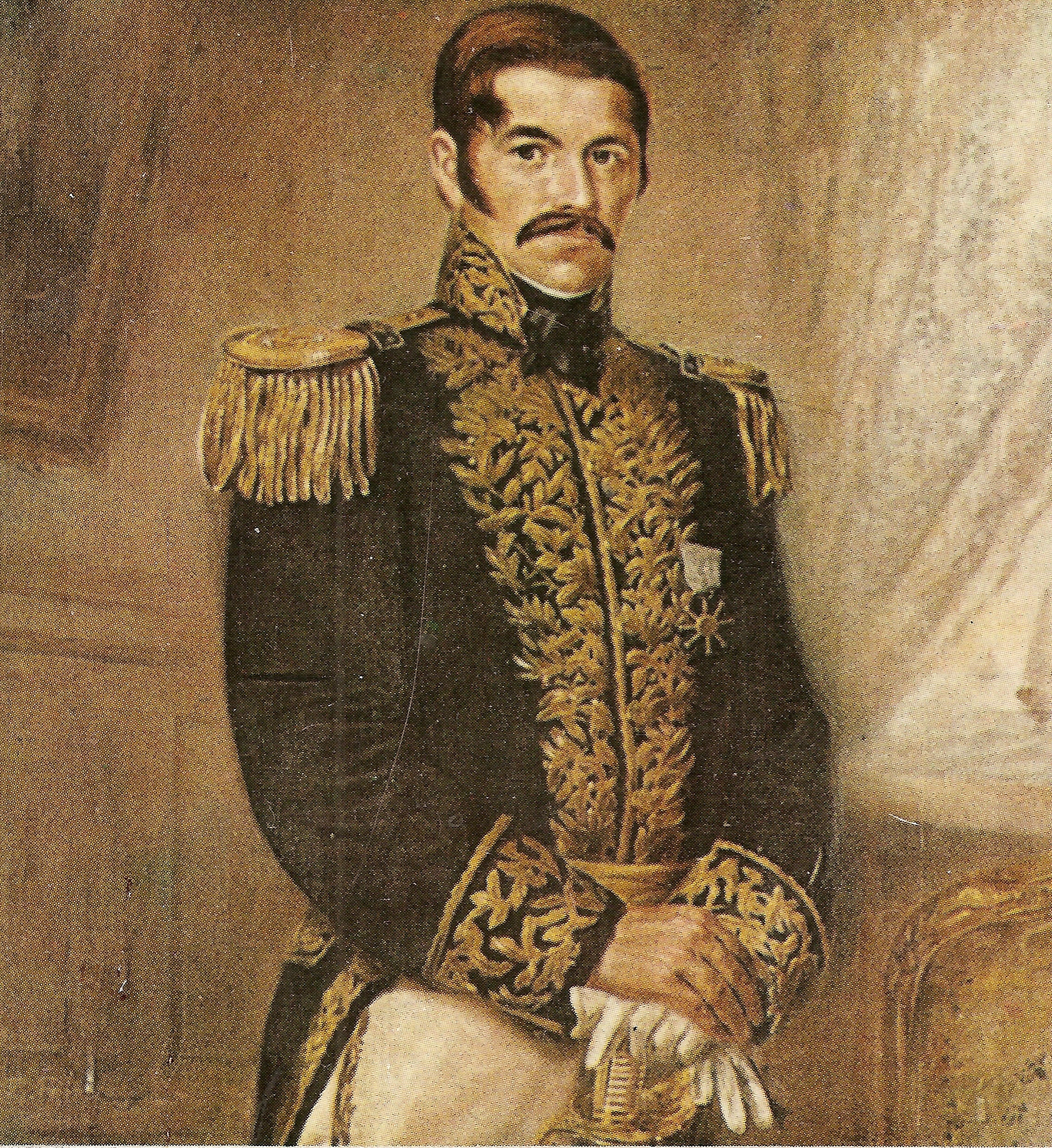
Luis Brión, một đô đốc người Venezuela gốc Curaçao

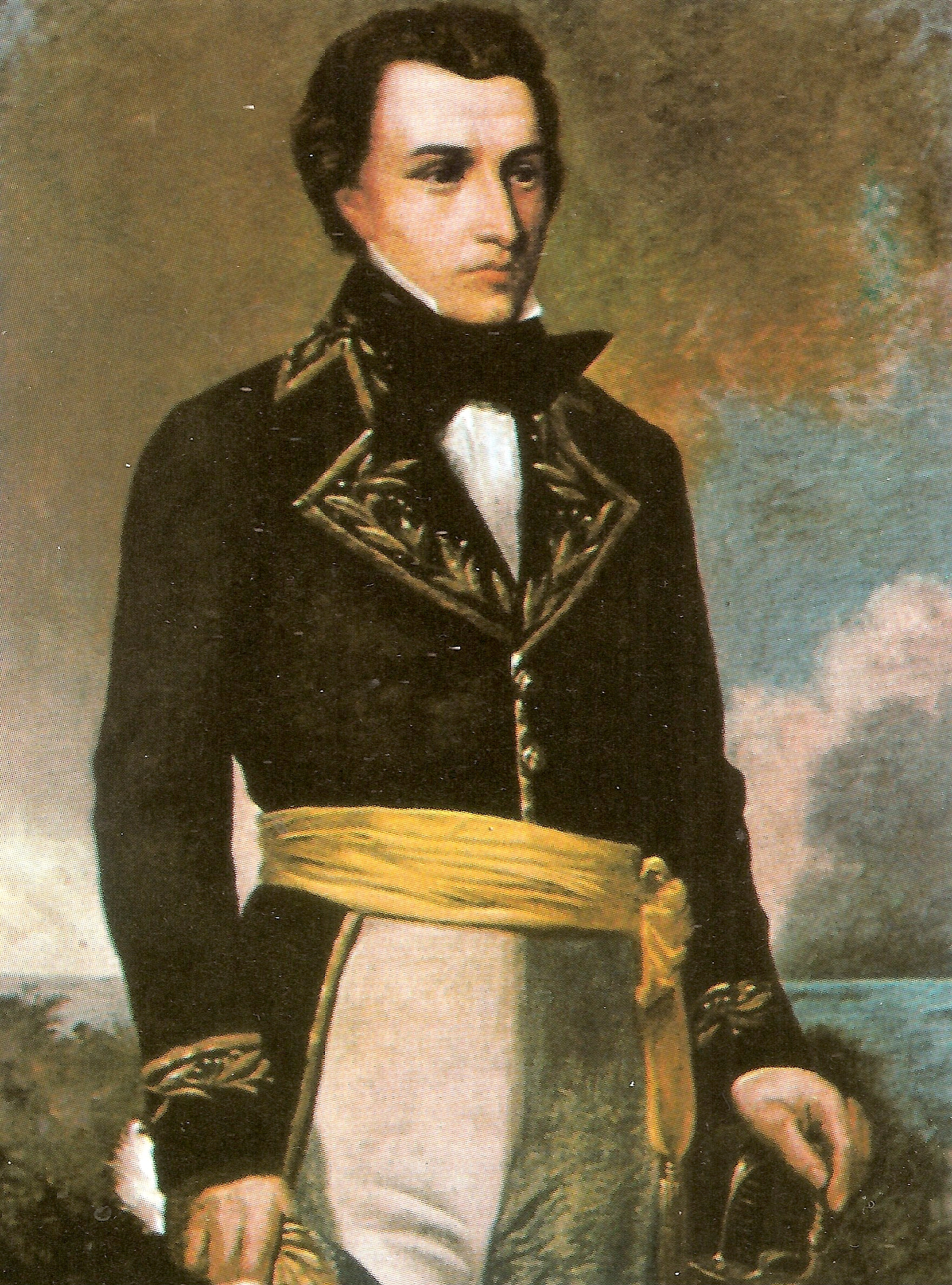
Manuel Piar, một tổng giám đốc quân đội Venezuela sinh ra ở Curaçao

Sự gần gũi địa lý giữa Curaçao và Nam Mỹ dẫn đến sự tương tác với các nền văn hóa của các khu vực ven biển hơn một thế kỷ sau khi Hà Lan độc lập khỏi Tây Ban Nha. Sự tương đồng về kiến trúc có thể được nhìn thấy giữa các phần của thế kỷ 19 của Willemstad và thành phố Coro của Venezuela gần đó ở bang Falcón. Sau này cũng đã được chỉ định là Di sản Thế giới của UNESCO. Hà Lan đã thiết lập mối quan hệ kinh tế với Viceroyalty ở New Granada, bao gồm các quốc gia ngày nay là Colombia và Venezuela. Vào thế kỷ 19, những người Curaçao như Manuel Piar và Luis Brión đã tham gia vào các cuộc chiến giành độc lập của Venezuela và Colombia. Những người tị nạn chính trị từ lục địa (như Simon Bolivar) tập hợp lại ở Curaçao. Trẻ em từ các gia đình Venezuela giàu có được giáo dục trên đảo.
Trong thế kỷ 18 và 19, hòn đảo đã đổi chủ qua lại giữa người Anh, người Pháp và người Hà Lan nhiều lần. Đầu thế kỷ 19, người Bồ Đào Nha và Lebanon di cư đến Curaçao, bị thu hút bởi các cơ hội kinh doanh. Sự cai trị ổn định của Hà Lan trở lại vào năm 1815 khi kết thúc các cuộc chiến tranh của Napoléon, khi hòn đảo được sáp nhập vào thuộc địa của Curaçao and Dependencies.
Người Hà Lan bãi bỏ chế độ nô lệ vào năm 1863, mang lại sự thay đổi trong nền kinh tế với sự chuyển đổi sang lao động tiền lương. Một số cư dân của Curaçao di cư đến các đảo khác, chẳng hạn như Cuba, để làm việc trong các đồn điền mía. Những người nô lệ trước đây không có nơi nào để đi và vẫn làm việc cho chủ đồn điền trong hệ thống cho nông dân thuê đất. Đây là một trật tự được lập ra trong đó cựu nô lệ thuê đất từ chủ cũ của mình. Đổi lại, người thuê hứa sẽ trao phần lớn thu hoạch của mình cho chủ cũ. Hệ thống này tồn tại đến đầu thế kỷ 20.
Trong lịch sử, tiếng Hà Lan không được sử dụng rộng rãi trên đảo ngoài chính quyền thuộc địa; việc sử dụng ngôn ngữ này tăng lên vào cuối thế kỷ 19 và đầu thế kỷ 20. Học sinh ở Curaçao, Aruba và Bonaire chủ yếu được dạy bằng tiếng Tây Ban Nha cho đến cuối thế kỷ 19, khi người Anh lấy Curaçao, Aruba và Bonaire. Dạy học tiếng Tây Ban Nha được khôi phục khi sự cai trị của Hà Lan được nối lại vào năm 1815. Ngoài ra, những nỗ lực đã được thực hiện để giới thiệu giáo dục phổ biến song ngữ bằng tiếng Hà Lan và Papiamentu vào cuối thế kỷ 19.
Khi dầu được phát hiện tại thị trấn Mene Grande của Maracaibo vào năm 1914, vận may của hòn đảo đã bị thay đổi đáng kể. Trong những năm đầu tiên, cả Shell và Exxon đều có những nhượng bộ về khoan dầu tại Venezuela, nơi đảm bảo nguồn cung dầu thô liên tục cho các nhà máy lọc dầu ở Aruba và Curaçao. Sản xuất dầu thô ở Venezuela là không tốn kém. Các công ty tích hợp Shell và Exxon kiểm soát toàn bộ ngành công nghiệp từ bơm, vận chuyển và tinh chế để tiếp thị sản phẩm cuối cùng. Các nhà máy lọc dầu trên Aruba và Curaçao hoạt động trên thị trường toàn cầu và có lãi một phần nhờ vào chênh lệch giữa chi phí sản xuất dầu thô và doanh thu thực hiện trên các sản phẩm. Điều này cung cấp một mạng lưới an toàn cho các tổn thất phát sinh do không hiệu quả hoặc chi phí vận hành quá mức tại các nhà máy lọc dầu.
Một trong những sự kiện nổi tiếng nhất xảy ra ở Curaçao trong thế kỷ 20 là cuộc nổi dậy Curaçao năm 1969. Các cuộc bạo loạn đã gây ra thiệt hại cho Willemstad và dẫn đến sự từ chức của Thủ tướng cũng như uy tín xã hội đối với ngôn ngữ địa phương Papiamento.

### 1970 đến nay

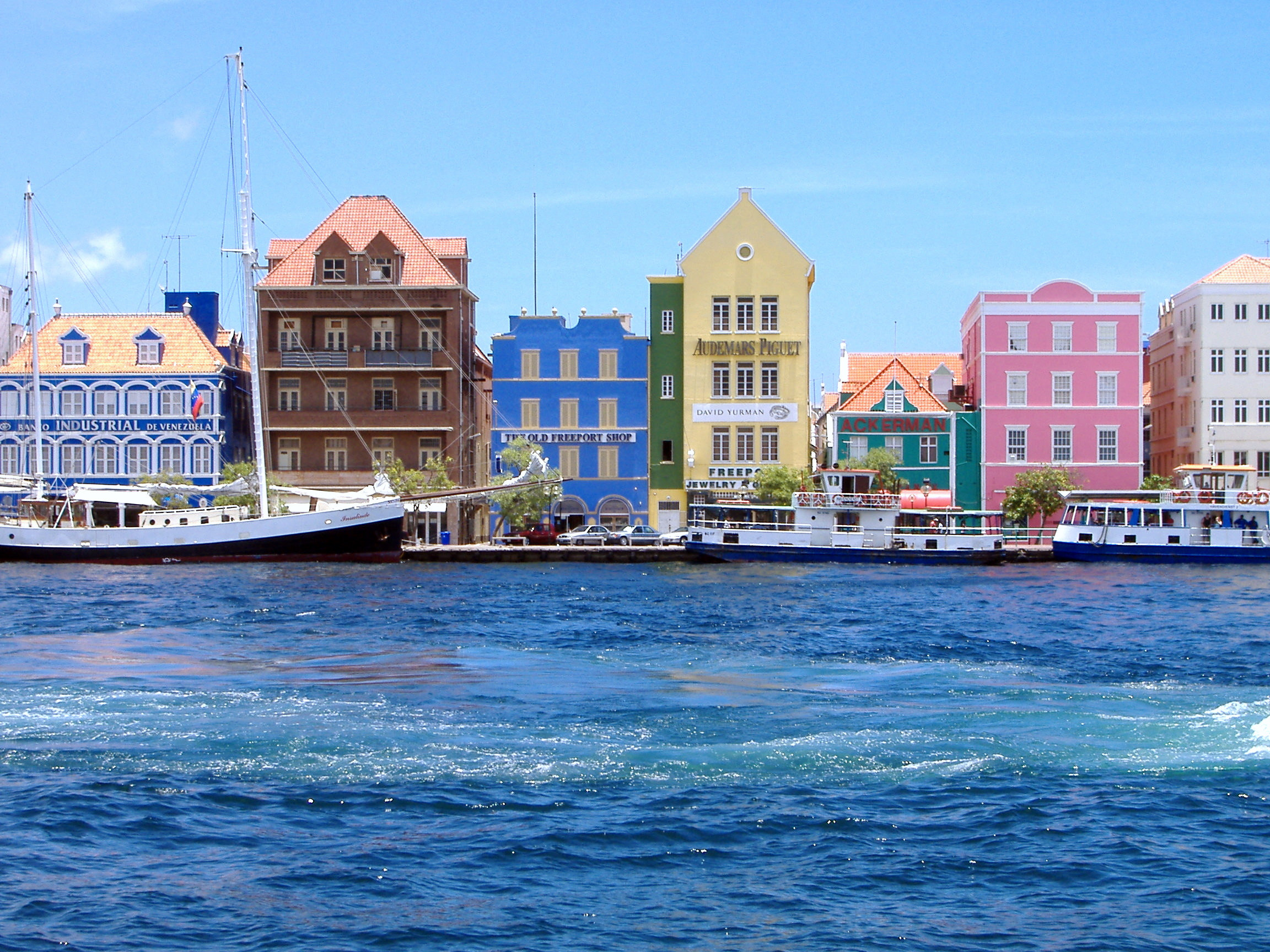
Kiến trúc Hà Lan dọc theo bến cảng của Willemstad

Curaçao đã trải qua một cuộc suy thoái kinh tế vào đầu những năm 1980. Nhà máy lọc dầu của Shell trên Curaçao hoạt động với những khoản lỗ đáng kể từ năm 1975 đến 1979, và một lần nữa từ 1982 đến 1985. Thua lỗ dai dẳng, sản xuất thừa trên toàn cầu, cạnh tranh gay gắt hơn và kỳ vọng thị trường thấp đe dọa đến tương lai của nhà máy lọc dầu Shell ở Curaçao. Năm 1985, sau khi có mặt 70 năm, Royal Dutch Shell đã quyết định chấm dứt hoạt động tại Curaçao. Thông báo của Shell đến vào thời điểm quan trọng; nền kinh tế mong manh của Curaçao đã bị đình trệ một thời gian. Một số nỗ lực tạo doanh thu còn bị ảnh hưởng nhiều hơn trong giai đoạn này: du lịch từ Venezuela sụp đổ sau khi đồng bolivar mất giá, ngành vận tải xuống cấp với những ảnh hưởng xấu đến lợi nhuận của Công ty Hàng không Antillean và Công ty Dock khô Curaçao. Ngành công nghiệp nước ngoài (dịch vụ tài chính) cũng trải qua một cuộc suy thoái vì luật thuế mới ở Hoa Kỳ.
Vào giữa những năm 1980, Shell đã bán nhà máy lọc dầu với số lượng tượng trưng của một bang hội Antillean cho một tập đoàn chính quyền địa phương. Nhà máy lọc lão hóa là chủ đề của các vụ kiện trong những năm gần đây, họ cho rằng lượng khí thải của nó, bao gồm cả lưu huỳnh điôxit và các hạt vật chất, vượt xa các tiêu chuẩn an toàn. Liên minh chính phủ hiện đang cho thuê nhà máy lọc dầu của công ty dầu mỏ nhà nước Venezuela PDVSA.
Do sự suy thoái kinh tế vào cuối những năm 1990 và đầu những năm 2000, lượng người di cư đến Hà Lan rất cao.
Vào ngày 1 tháng 7 năm 2007, đảo Curaçao dự định trở thành một quốc gia thuộc Vương quốc Hà Lan. Vào ngày 28 tháng 11 năm 2006, việc này đã bị trì hoãn khi hội đồng đảo phủ quyết bản ghi nhớ làm rõ về quy trình này. Một hội đồng đảo mới đã phê chuẩn thỏa thuận này vào ngày 9 tháng 7 năm 2007  Vào ngày 15 tháng 12 năm 2008, Curaçao đã được lên kế hoạch để trở thành một quốc gia riêng biệt trong Vương quốc Hà Lan (như là Argentina và Antilles của Hà Lan). Một cuộc trưng cầu dân ý không ràng buộc về kế hoạch này đã diễn ra tại Curaçao vào ngày 15 tháng 5 năm 2009, trong đó 52% cử tri ủng hộ các kế hoạch này.

#### Kể từ khi giải thể Antilles của Hà Lan
Việc giải thể Antilles của Hà Lan có hiệu lực vào ngày 10 tháng 10 năm 2010  Curaçao trở thành một quốc gia thuộc Vương quốc Hà Lan, với Vương quốc Hà Lan giữ trách nhiệm đối với chính sách quốc phòng và đối ngoại của Curaçao. Vương quốc Hà Lan giám sát tài chính của hòn đảo theo một thỏa thuận xóa nợ được thỏa thuận giữa hai bên. Thủ tướng đầu tiên của Curaçao là Gerrit Schotte. Ông đã được Stanley Betrian, ad interim kế nhiệm vào năm 2012. Sau cuộc bầu cử năm 2012, Daniel Hodge trở thành thủ tướng thứ ba, vào ngày 31 tháng 12 năm 2012. Ông lãnh đạo một nội các dân chủ cho đến ngày 7 tháng 6 năm 2013, khi một nội các mới dưới sự lãnh đạo của Ivar Asjes đã tuyên thệ thay thế.
Mặc dù Curaçao là lãnh thổ tự trị, Hà Lan đã can thiệp khi cần thiết để đảm bảo rằng cuộc bầu cử quốc hội được tổ chức và hỗ trợ hoàn thiện ngân sách chính xác. Vào tháng 7 năm 2017, Thủ tướng Eugene Rhuggenaath tuyên bố rằng ông muốn hòn đảo này chịu trách nhiệm hoàn toàn, nhưng yêu cầu sự hợp tác và hỗ trợ nhiều hơn từ Hà Lan với những gợi ý về cách tiếp cận sáng tạo hơn để giúp Curaçao thành công, tăng mức sống. Chính phủ Hà Lan nhắc nhở Curaçao rằng họ đã hỗ trợ cho các cuộc đàm phán Nhà máy lọc dầu với Trung Quốc "trong nhiều trường hợp".

## Địa lý

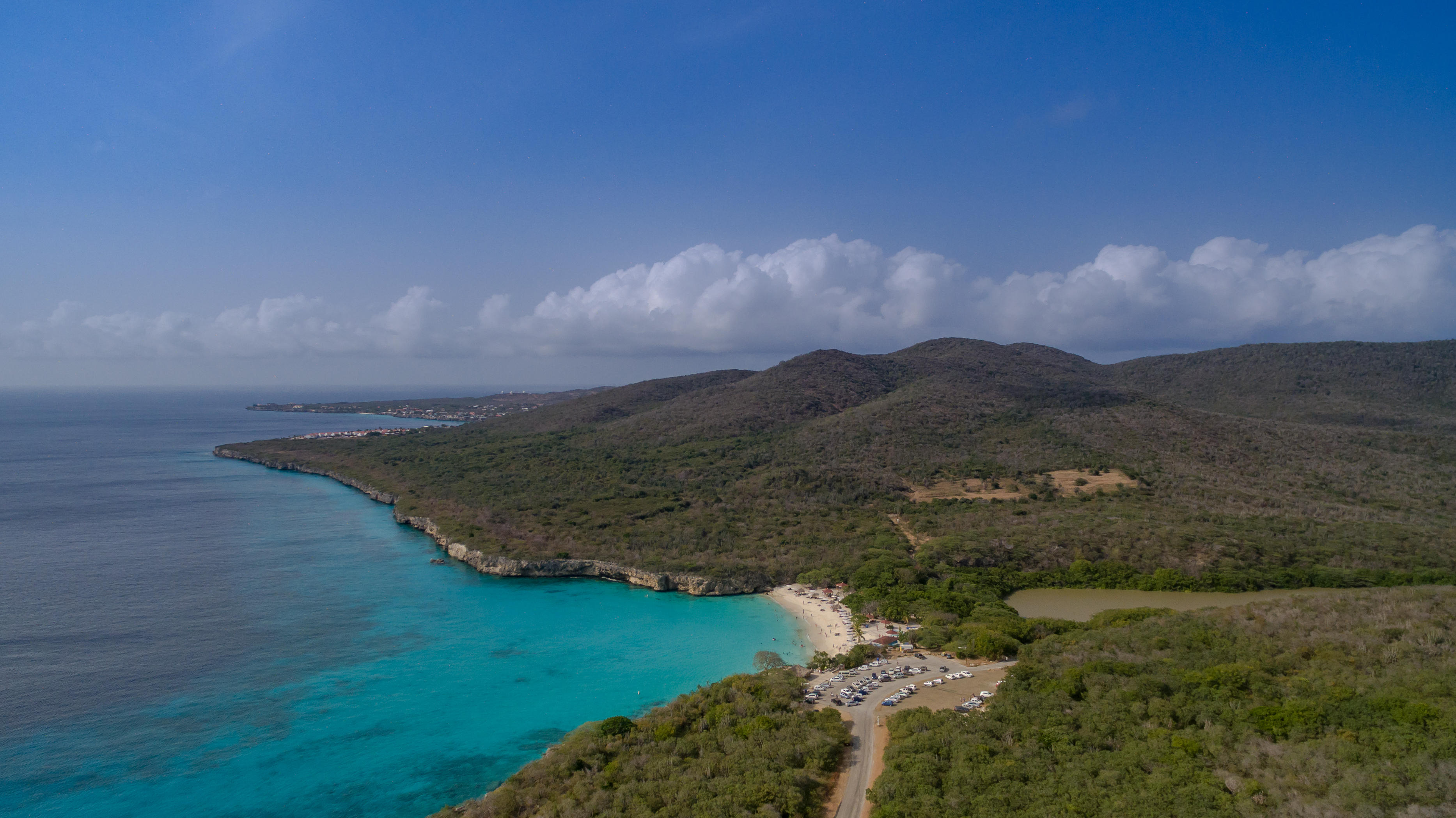
Ảnh chụp từ trên cao của bờ biển Curaçao

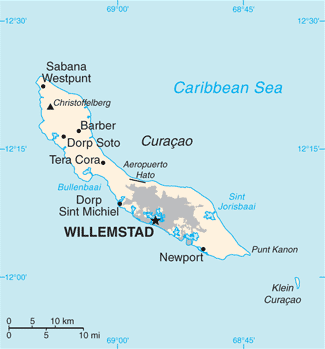
Bản đồ của Curaçao

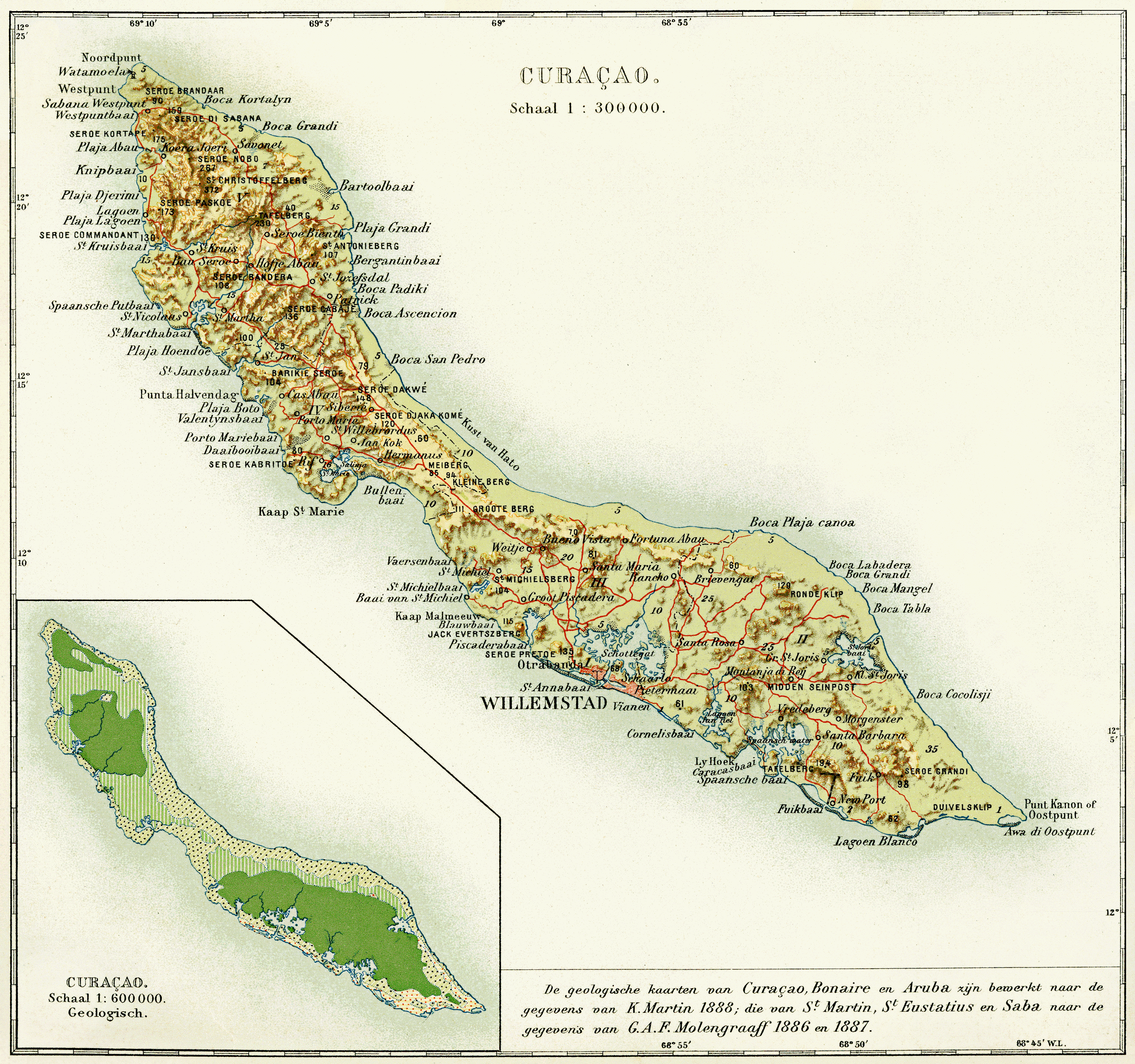
Một bản đồ chi tiết của Curaçao từ Encyclopaedie van Nederlandsch West-Indië 1914 lùng1917.

Curaçao, cũng như phần còn lại của các đảo ABC và cả Trinidad và Tobago, nằm trên thềm lục địa Nam Mỹ. Điểm cao nhất của Curaçao là Sint Christoffelberg 372 m (1.220 ft) . Các bờ biển vịnh, vịnh nhỏ và suối nước nóng cung cấp một nguồn khoáng chất tự nhiên, nhiệt hoặc nước biển tại chỗ được sử dụng trong thủy trị liệu, làm cho hòn đảo này trở thành một trong nhiều khu vực trị liệu bằng cách tắm trong khu vực.
Curaçao là đảo lớn nhất và đông người nhất trong nhóm đảo ABC (Aruba, Bonaire, và Curaçao) của Tiểu Antilles, nói riêng Antille Ngược gió. Nó chiếm 444 kilômét vuông (171 dặm vuông Anh) đất. Vào đầu năm 2009, dân số là 141.766 người.
Ngày 10 tháng 10 năm 2010, Antille thuộc Hà Lan được giải tán, và Curaçao trở thành một quốc gia cấu thành của Vương quốc Hà Lan. Trước đó, Curaçao được gọi là Lãnh thổ Đảo Curaçao (tiếng Hà Lan: Eilandgebied Curaçao; Papiamento: Teritorio Insular di Kòrsou), bao gồm đảo lớn cũng như đảo nhỏ Klein Curaçao ("Curaçao nhỏ") không có người ở, và là một trong năm lãnh thổ đảo thuộc cựu Antille thuộc Hà Lan.

## Khí hậu

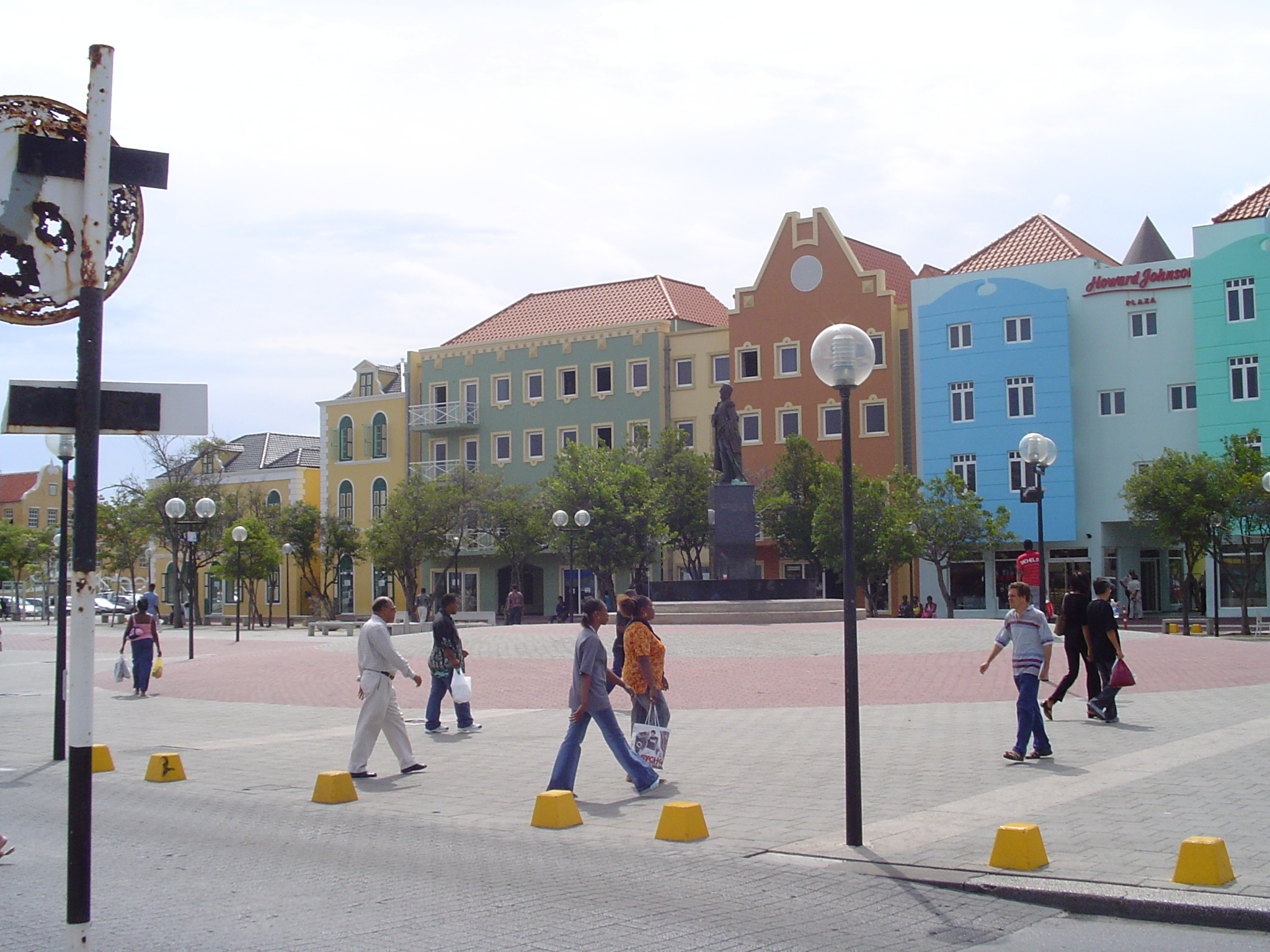
Brión square, quảng trường ở Willemstad, Curaçao.

| Dữ liệu khí hậu của Curaçao (1971–2000)  | Dữ liệu khí hậu của Curaçao (1971–2000) | Dữ liệu khí hậu của Curaçao (1971–2000) | Dữ liệu khí hậu của Curaçao (1971–2000) | Dữ liệu khí hậu của Curaçao (1971–2000) | Dữ liệu khí hậu của Curaçao (1971–2000) | Dữ liệu khí hậu của Curaçao (1971–2000) | Dữ liệu khí hậu của Curaçao (1971–2000) | Dữ liệu khí hậu của Curaçao (1971–2000) | Dữ liệu khí hậu của Curaçao (1971–2000) | Dữ liệu khí hậu của Curaçao (1971–2000) | Dữ liệu khí hậu của Curaçao (1971–2000) | Dữ liệu khí hậu của Curaçao (1971–2000) | Dữ liệu khí hậu của Curaçao (1971–2000) |
| Tháng                                    | 1                                       | 2                                       | 3                                       | 4                                       | 5                                       | 6                                       | 7                                       | 8                                       | 9                                       | 10                                      | 11                                      | 12                                      | Năm                                     |
| ---------------------------------------- | --------------------------------------- | --------------------------------------- | --------------------------------------- | --------------------------------------- | --------------------------------------- | --------------------------------------- | --------------------------------------- | --------------------------------------- | --------------------------------------- | --------------------------------------- | --------------------------------------- | --------------------------------------- | --------------------------------------- |
| Cao kỉ lục °C (°F)                       | 32.8 (91.0)                             | 33.2 (91.8)                             | 33.0 (91.4)                             | 34.7 (94.5)                             | 35.8 (96.4)                             | 37.5 (99.5)                             | 35.0 (95.0)                             | 37.4 (99.3)                             | 38.3 (100.9)                            | 36.0 (96.8)                             | 35.6 (96.1)                             | 33.3 (91.9)                             | 38.3 (100.9)                            |
| Trung bình ngày tối đa °C (°F)           | 29.7 (85.5)                             | 30.0 (86.0)                             | 30.5 (86.9)                             | 31.1 (88.0)                             | 31.6 (88.9)                             | 32.0 (89.6)                             | 31.9 (89.4)                             | 32.4 (90.3)                             | 32.6 (90.7)                             | 31.9 (89.4)                             | 31.1 (88.0)                             | 30.1 (86.2)                             | 31.2 (88.2)                             |
| Trung bình ngày °C (°F)                  | 26.5 (79.7)                             | 26.6 (79.9)                             | 27.1 (80.8)                             | 27.6 (81.7)                             | 28.2 (82.8)                             | 28.5 (83.3)                             | 28.4 (83.1)                             | 28.7 (83.7)                             | 28.9 (84.0)                             | 28.5 (83.3)                             | 28.0 (82.4)                             | 27.1 (80.8)                             | 27.8 (82.0)                             |
| Tối thiểu trung bình ngày °C (°F)        | 24.3 (75.7)                             | 24.4 (75.9)                             | 24.8 (76.6)                             | 25.5 (77.9)                             | 26.3 (79.3)                             | 26.4 (79.5)                             | 26.1 (79.0)                             | 26.3 (79.3)                             | 26.5 (79.7)                             | 26.2 (79.2)                             | 25.6 (78.1)                             | 24.8 (76.6)                             | 25.6 (78.1)                             |
| Thấp kỉ lục °C (°F)                      | 20.3 (68.5)                             | 20.6 (69.1)                             | 21.0 (69.8)                             | 22.0 (71.6)                             | 21.6 (70.9)                             | 22.6 (72.7)                             | 22.4 (72.3)                             | 21.3 (70.3)                             | 21.7 (71.1)                             | 21.9 (71.4)                             | 22.2 (72.0)                             | 21.1 (70.0)                             | 20.3 (68.5)                             |
| Lượng Giáng thủy trung bình mm (inches)  | 44.7 (1.76)                             | 25.5 (1.00)                             | 14.2 (0.56)                             | 19.6 (0.77)                             | 19.6 (0.77)                             | 19.3 (0.76)                             | 40.2 (1.58)                             | 41.5 (1.63)                             | 48.6 (1.91)                             | 83.7 (3.30)                             | 96.7 (3.81)                             | 99.8 (3.93)                             | 553.4 (21.79)                           |
| Số ngày giáng thủy trung bình (≥ 1.0 mm) | 8.6                                     | 5.3                                     | 2.8                                     | 2.8                                     | 2.0                                     | 3.0                                     | 6.4                                     | 5.1                                     | 4.6                                     | 7.4                                     | 9.9                                     | 11.5                                    | 70.4                                    |
| Độ ẩm tương đối trung bình (%)           | 77.4                                    | 76.7                                    | 76.1                                    | 77.2                                    | 77.2                                    | 77.1                                    | 77.8                                    | 77.3                                    | 77.5                                    | 79.0                                    | 79.6                                    | 78.9                                    | 77.7                                    |
| Số giờ nắng trung bình tháng             | 261.4                                   | 247.7                                   | 270.8                                   | 246.3                                   | 258.4                                   | 267.0                                   | 287.5                                   | 295.7                                   | 257.9                                   | 245.5                                   | 236.3                                   | 240.8                                   | 3.114,9                                 |
| Phần trăm nắng có thể                    | 72.8                                    | 74.6                                    | 72.5                                    | 66.2                                    | 65.9                                    | 69.5                                    | 72.6                                    | 76.5                                    | 70.5                                    | 66.8                                    | 68.0                                    | 68.1                                    | 70.3                                    |
| Nguồn: Meteorological Department Curaçao |                                         |                                         |                                         |                                         |                                         |                                         |                                         |                                         |                                         |                                         |                                         |                                         |                                         |

## Sách tham khảo
- Habitantenan di Kòrsou, sinku siglo di pena i gloria: 1499–1999. Römer-Kenepa, NC, Gibbes, FE, Skriwanek, MA., 1999. Curaçao: Fundashon Curaçao 500.
- Social movements, violence, and change: the May Movement in Curaçao. WA Anderson, RR Dynes, 1975. Columbus: Ohio State University Press.
- Stemmen uit het Verleden. Van Buurt, G., Joubert, S., 1994, Curaçao.
- Het Patroon van de Oude Curaçaose Samenleving. Hoetink, H., 1987. Amsterdam: Emmering.
- Dede pikiña ku su bisiña: Papiamentu-Nederlands en de onverwerkt verleden tijd. van Putte, Florimon., 1999. Zutphen: de Walburg Pers

- Curaçao general information Lưu trữ ngày 12 tháng 2 năm 2015 tại Wayback Machine
- Mục “Curaçao” trên trang của CIA World Factbook.
- Gobiernu.cw Official website of the government of Curaçao
- Curaçao Tourism Board
- Directory and information guide for Curaçao Lưu trữ ngày 1 tháng 9 năm 2013 tại Wayback Machine
- First Millenium Development Goals and Report. Curacao and Sint Maarten. 2011 Lưu trữ ngày 13 tháng 7 năm 2014 tại Wayback Machine
- Halman, Johannes and Robert Rojer (2008). Jan Gerard Palm Music Scores: Waltzes, Mazurkas, Danzas, Tumbas, Polkas, Marches, Fantasies, Serenades, a Galop and Music Composed for Services in the Synagogue and the Lodge. Amsterdam: Broekmans en Van Poppel. Bản gốc lưu trữ ngày 26 tháng 12 năm 2008. Truy cập ngày 2 tháng 7 năm 2014.
- Halman, Johannes I.M. and Rojer, Robert A. (2008). Jan Gerard Palm: Life and Work of a Musical Patriarch in Curaçao (In Dutch language). Leiden: KITLV. Bản gốc lưu trữ ngày 25 tháng 9 năm 2009. Truy cập ngày 2 tháng 7 năm 2014.{{Chú thích sách}}:  Quản lý CS1: nhiều tên: danh sách tác giả (liên kết)
- Palm, Edgar (1978). Muziek en musici van de Nederlandse Antillen. Curaçao: E. Palm.
- Boskaljon, Rudolph (1958). Honderd jaar muziekleven op Curaçao. Anjerpublicaties 3. Assen: Uitg. in samenwerking met het Prins Bernhard fonds Nederlandse Antillen door Van Gorcum.